# 癌症分期
癌症分期（英語：cancer staging）是決定癌症發展與擴散程度的方法。當代的作法是將一種癌症以數字分成第一到第五期，第一期指的是能分離出癌細胞，第五期代表癌細胞已經擴散到測量方法的極限。癌症的分期一般會考慮腫瘤大小、是否已經侵犯到鄰近的器官、有多少癌細胞擴散到鄰近區域的淋巴結（如果已經開始擴散到淋巴結的話），以及是否出現在遠端的部位當中（遠端轉移）。

## 分期系統
不同種類的癌症，會有不同的分期系統（如乳癌和肺癌）。然而部分癌症沒有分期系統。雖然部分癌症的分期系統仍然有多個版本，一般被認可的癌症分期系統是由國際抗癌聯盟所提出，而美國癌症聯合委員會也有同樣的定義分類。
分期系統會因為疾病的表現，在各疾病之間有所不同。

### 血液
- 淋巴瘤：使用安阿伯分期系統（英语：Ann Arbor staging）。
- 霍奇金淋巴瘤：使用安阿伯分期系統，但分成第一到第四期，每期進一步分成A和B，依據病患是否出現症狀（如發燒）而定。這被稱做「考德茲伍德系統」（Cotswold System）或「改良版安阿伯分期系統」（Modified Ann Arbor Staging System）[1]。

### 固態瘤
對於固態瘤，TNM分期是最常見的分期系統，但在個別癌症會與不同的應用情況。
- 乳癌：在乳癌分類當中，是基於TNM分期系統[2]，但會分成第一期至第四期。
- 大腸癌：起初採用A、B、C、D四期分類方式（杜克斯分類法）。最近則同時採用杜克斯分類法與TNM分期系統[3]。
- 腎臟癌：使用TNM分期系統[4]。
- 喉癌：使用TNM分期系統[5]。
- 肝癌：使用TNM分期系統[6]。
- 肺癌：使用TNM分期系統[7]。
- 前列腺癌：美國以外使用TNM分期系統。美國地區Jewett-Whitmore系統有時會被採用[8]。
- 皮膚癌：使用TNM分期系統[9]。
- 膀胱癌：使用TNM分期系統[10]。

## 癌症分期與其期程特徵
癌症分期與其期程特徵大致上可由下表表示：
| 第一期癌症 | 腫瘤較小且尚未擴散/轉移（癌細胞可被定位、手術移除，不需借助循環全身的化學藥物治療）                                                                                            |
| 第二期癌症 | 腫瘤較大但尚未擴散（癌細胞尚可被定位、手術移除，可能不需借助循環全身的化學藥物治療）                                                                                           |
| 第三期癌症 | 不斷增生的癌細胞撐破腫瘤，癌細胞因而擴散至腫瘤周遭的組織及鄰近的淋巴結或組織，但尚未擴散至較遠的器官及組織。此時癌細胞流竄於原始病灶附近，必需借助循環全身的化學治療藥物治療。 |
| 第四期癌症 | 癌細胞擴散至距離原始腫瘤遙遠的器官及組織。此時癌細胞轉移至身體不同器官，必須進行全身式藥物治療，免疫治療、化學治療或其他治療。接近晚期的安寧照護也是治療選項之一。             |

註解：癌細胞將於所到之處繼續失控的繁殖。舉例：若肺癌細胞擴散到肝臟，則肝臟將出現不斷增生的肺部細胞（不具肺功能），且此細胞具有入侵正常肝臟細胞的能力，導致肝功能不斷降低；不具入侵能力但失控繁殖的細胞，稱為良性腫瘤。

## 外部連結
- "Staging: Questions and Answers" at the National Cancer Institute （页面存档备份，存于）